# Holtkéz
A holtkéz olyan jogi személy, amely a tulajdonában levő ingatlan vagyonról szabadon nem rendelkezhet, tehát azt el nem idegenítheti és  azt meg nem terhelheti, vagy mindebben erősen korlátozva van.

## Története Magyarországon
Holtkéz jellegűek voltak tipikusan az egyházi javak. Mivel pedig az egyházi birtokok az egyház javára tett végrendeletek és halál esetére szóló ajándékozások folytán mindinkább szaporodtak, ezért az állami törvényhozás szükségesnek látta úgynevezett holtkézi törvényekkel intézkedéseket tenni annak érdekében, hogy az ingatlanoknak az egyház kezére jutását s ezáltal a magánjogi forgalomból való kikerülését meggátolják vagy legalább megnehezítsék. Ilyenek: az 1498:LV. és LVI., az 1647 :XVTI. és az 1715 :XVI. törvénycikkek. A kir. Kúria azonban 1896. február 1-jén kelt 63. sz. teljes ülési döntvényében kimondta, hogy a holtkézről  szóló törvények a változott viszonyoknál fogva már nem hatályosak.

## Forrás
Uj Idők Lexikona 13-14. Herder - Kamcsatka (Budapest, 1939) 3192. old.